# Varja
Varja − wieś w Estonii, w prowincji Virumaa Wschodnia, w gminie Lüganuse.